# Gymnospermium albertii
Gymnospermium albertii är en berberisväxtart som först beskrevs av Eduard August von Regel, och fick sitt nu gällande namn av Armen Tachtadzjan. Gymnospermium albertii ingår i släktet Gymnospermium och familjen berberisväxter. Inga underarter finns listade i Catalogue of Life.